# Panchito Cao
Francisco Cao Vázquez más conocido artísticamente como Panchito Cao (barrio de San Telmo, Buenos Aires, Argentina, 3 de diciembre de 1920 - Id; 14 de septiembre de 1979) fue un célebre clarinetista, director y compositor argentino.

## Primeros años
Panchito Cao nació en el barrio de San Telmo en Buenos Aires, Argentina. Sus padres eran Benita Rosario Vázquez y Francisco Cao, ambos orensanos, quienes tuvieron cuatro hijos, tres de ellos varones y músicos: Panchito, Manuel, quien usó el seudónimo "Nolo" y se dedicó al clarinete, y Antonio, que también fue clarinetista y murió joven. El padre era gaitero y dirigió el Conjunto de Gaita Cao, donde también tocaron sus hijos.

## Carrera
Panchito fue un destacado clarinetista de jazz en varias orquestas e incluso llegó a acompañar a la vedette y bailarina Josephine Baker.  
En la década de 1940, armó un conjunto de jazz, donde en variadas ocasiones participaron Hernán Oliva, Horacio Malvicino, Ahmed Ratip, René Cospito o Barry Moral. Sus agrupaciones tocaron en lugares como el Jockey Club, donde también tocaba la orquesta de Osvaldo Fresedo.
En 1943 forma el Santa Anita Sextet con Juan Salazar en trompeta, Chino Ibarra en saxo tenor, Mono Villegas en piano, Tito Krieg en bajo y Adolfo Castro en batería.
En la pantalla grande argentina hizo una aparición en la película de 1949, Otra cosa es con guitarra, con dirección de  Antonio Ber Ciani y guion de César Tiempo, junto a Roberto Quiroga.
En teatro integra en 1946 la Gran Compañía de Argentina de Revistas encabezada por Alberto Castillo con quien presentó obras como Los cien barrios porteños, Dove está la papa y Su majestad la cola, en el Teatro Maipo.
En 1958 dirigió el trío Los Muchachos de Antes junto a Horacio Malvicino en guitarra y Aldo Nicolini en contrabajo, donde adoptó el tango La payanca,  como su caballo de batalla popularizándolo. Con este grupo presentó decenas de tangos por más de tres décadas, tenía como objetivo recrear las interpretaciones de grupos similares de principios de siglo XX de Buenos Aires.
Compuso temas como Los muchachos de antes, Cuna de oro, El camorreo, Los ché, entre otros.
Panchito Cao murió el 14 de septiembre de 1979 a los 59 años de edad. Le sobreviven sus hijas, Beatriz e Inés.

## Filmografía
- 1949: Otra cosa es con guitarra.

## Televisión
- 1970: Volviendo a vivir el Tango.

## Teatro
- 1946: Los cien barrios porteños.
- 1946: Dove está la papa.
- 1946: Su majestad la cola.
- 1964: Solo para mayores.
- 1966: Las wifanas, junto a José Marrone.[9]

## Temas interpretados
- La payanca (1958)
- Armenonville
- Canaro en París
- Don Juan (1975)
- La viruta
- El porteñito
- Milonga del 900
- La vieja serenata
- El esquinazo
- Tiempos viejos
- El africano
- El choclo
- Olga
- La tablada
- Che Bartolo
- El aeroplano (vals)
- Santiago del Estero
- Corrales viejos
- El acuarelista
- La polea del Cachafaz
- La mentirosa
- Más allá del sol
- La guitarrita
- Rodríguez Peña